# 小歩危ダム計画
小歩危ダム計画（こぼけダムけいかく）とは徳島県三好市（旧三好郡山城町）、一級河川・吉野川本流中流部にかつて建設が計画されていたダム計画である。
吉野川総合開発計画に基づき計画された事業で、建設省四国地方建設局（現在の国土交通省四国地方整備局）と電源開発が共同で計画していたダムである。当初の計画では高さ126.0メートル、総貯水容量3億750万トンという四国地方最大の多目的ダムとして計画されていた。だがその後の諸事情によって規模が縮小され、かつ大歩危・小歩危という名勝が水没することから住民の反対が激しく、最終的には計画が中止となった事業である。

## 沿革
太平洋戦争の敗戦後、荒廃した日本の国土に連年台風が襲来し全国各地で水害による深刻な被害が続発した。四国地方でも台風や梅雨前線による豪雨が頻発し大きな被害を受けていた。敗戦により疲弊した日本経済が、水害によってさらに疲弊することが日本経済復興の妨げになると恐れた内閣経済安定本部は、河川を根本的に改修することで洪水による被害を減らし、かつ有効利用することで食糧増産と電力増強を行い経済成長を早期に回復させるという目標を掲げた。その根本となったのが河川総合開発事業であり、複数の多目的ダムを建設して治水と利水を行い戦後問題になっていた水害の抑止と食料不足の解消、及び工業地帯への電力供給による工業生産力の回復を目指した。当時連合国軍最高司令官総司令部（GHQ）の中枢を占めていたアメリカでは、TVA（テネシー川流域開発公社）の成功によって世界恐慌を克服し世界の超大国へ躍り出たという実績があったため、TVA方式での河川総合開発が全国各地の河川で推進されたのである。
吉野川水系でも1949年（昭和24年）に吉野川改訂改修計画が策定され、翌1950年（昭和25年）には吉野川総合開発計画が策定された。経済安定本部と建設省、四国電力、1952年（昭和27年）より加わった電源開発及び四国四県の関係する機関・自治体は「四国地方総合開発審議会」を設置して吉野川水系の河川総合開発事業について協議・検討した。その結果治水（洪水調節）と利水（かんがい、水力発電）に焦点を当てた開発計画としたのである。
経済安定本部が示した原案では吉野川の本流に二つの巨大ダムを建設し、その下流に二ダムから放流された河水を平均化させて下流への水位変化を抑制する目的を持った逆調整池の計三ダムを建設し、支流の大森川と穴内川、そして銅山川にもダムを建設して治水と利水を図ろうとするものである。この後修正案が二つ、電源開発からの案も二つ出され、原案と併せると五つの案が登場した。五案の内四案は先述の巨大ダム二基を建設するのが柱となっており、一つは現在「四国のいのち」と呼ばれ四国四県の水がめとなっている早明浦ダム（さめうらダム）、そしてもう一つがこの小歩危ダムであった。以下各案における小歩危ダムの規模と役割について説明する。

## 目的

### 経済安定本部原案
原案における小歩危ダムは高さ126.0メートル、総貯水容量3億750万トンという極めて巨大なダム計画であり、現在の早明浦ダムの規模に匹敵する。仮に完成した場合その湛水（たんすい）面積は上流端が高知県長岡郡本山町の中心部付近まで及ぶ。目的は洪水調節、かんがい、水力発電の三つである。洪水調節では上流の早明浦ダムや穴内川に計画された樫谷ダム（後の穴内川ダム）と共に吉野川の洪水を調節、ダム地点において計画された洪水量毎秒8,000トンを毎秒3,050トン削減し、下流には毎秒4,950トンを放流する。かんがいについては銅山川に計画されている岩戸ダム（高さ136.0メートル・総貯水容量2億8,900万トン）のダム湖との間で連絡水路を建設して岩戸ダム湖へ導水し、そこから法皇山脈を貫くトンネルで愛媛県宇摩郡金田村（現在の四国中央市）に導水する。これにより既設の柳瀬ダムと共に銅山川分水によって慢性的に水不足に悩む宇摩地域のかんがいを行う。

### 経済安定本部修正第一案
修正第一案では小歩危ダムや岩戸ダムの水没予定地の関係から両ダムの計画は削除され、その代わりに小歩危ダム下流部の三好郡池田町大田付近、祖谷川合流点下流に大佐古ダムを建設し、小歩危・岩戸両ダムの目的を統一させるという案である。この大佐古ダムは高さ146.0メートル、総貯水容量6億7,600万トンであり、現在日本において最も貯水容量の大きい徳山ダム（揖斐川・岐阜県）をも超える超巨大ダム計画であったが、計画が巨大すぎたため立ち消えとなっている。

### 経済安定本部修正第二案
修正第二案では小歩危ダムの規模が高さ106.0メートル、総貯水容量1億6,500万トンに縮小され、代わりに早明浦ダムの規模が高さ72.0メートルから高さ80.0メートルに高直しされ、総貯水容量も1億4,700万トンから1億8,800万トンに拡張されている。目的については原案と同一である。

### 電源開発B案
電源開発が呈示した二案のうちB案と呼ばれるものは、発電能力の増強を視野においている。小歩危ダムの役割は原案・経済安定本部第二案と変わらないものの、規模が高さ90.0メートル、総貯水容量が1億600万トンに縮小されている。洪水調節については早明浦ダムの規模を第二案より拡大するほか、小歩危ダム上流に高さ33.0メートル、総貯水容量3,650万トンの敷岩ダムを設けて小歩危ダムの減少分をカバーする。またかんがいについては岩戸ダムの代わりとして銅山川に高さ65.0メートル、総貯水容量4,150万トンの大野ダムを設けて両ダム間に連絡水路を建設し、香川県三豊郡へ導水する。水力発電事業については早明浦ダムに吉野川第一発電所、小歩危ダムに吉野川第二発電所を建設して合計で18万5,000キロワットの発電を行う。

### 電源開発A案
電源開発が呈示したもう一つの案・A案では、小歩危ダムの役割が大幅に変更されている。それは小歩危ダムの目的が水力発電に限定され多目的ダムではなくなっているということである。規模も高さ38.0メートル、総貯水容量1千万トンと当初の原案に比べ大幅に規模が縮小された。この案では吉野川にダムを合計6基階段状に建設するのが最大の特徴となっている。早明浦ダムの規模は高さ92.0メートル、総貯水容量2億5,500万トンと現在の規模に近くなった。
| ダム                    | 河川   | 現行規模          | 経済安定本部 原案 | 経済安定本部 修正第一案 | 経済安定本部 修正第二案 | 電源開発B案      | 電源開発A案      |
| ----------------------- | ------ | ----------------- | ----------------- | ----------------------- | ----------------------- | ---------------- | ---------------- |
| 小歩危ダム              | 吉野川 | －                | 126.0 307,500,000 | －                      | 106.0 165,000,000       | 90.0 106,000,000 | 38.0 10,000,000  |
| 早明浦ダム              | 吉野川 | 106.0 316,000,000 | 72.0 147,000,000  | 72.0 147,000,000        | 80.0 165,000,000        | 92.0 255,000,000 | 92.0 255,000,000 |
| 敷岩ダム                | 吉野川 | －                | －                | －                      | －                      | 33.0 36,500,000  | 33.0 36,500,000  |
| 永淵ダム                | 吉野川 | －                | －                | －                      | －                      | －               | 26.0 6,600,000   |
| 赤野ダム                | 吉野川 | －                | －                | －                      | －                      | －               | 28.0 4,800,000   |
| 大佐古ダム              | 吉野川 | －                | －                | 146.0 676,000,000       | －                      | －               | －               |
| 池田ダム                | 吉野川 | 24.0 12,650,000   | 17.0 14,800,000   | 10.0 5,700,000          | 17.0 14,800,000         | 17.0 14,800,000  | 17.0 14,800,000  |
| 川崎ダム                | 吉野川 | －                | 29.6 4,200,000    | －                      | 29.6 4,200,000          | －               | －               |
| 大森川ダム              | 大森川 | 73.2 19,120,000   | 60.0 18,000,000   | 60.0 18,000,000         | 60.0 18,000,000         | 60.0 18,000,000  | 60.0 18,000,000  |
| 樫谷ダム （穴内川ダム） | 穴内川 | 66.6 46,260,000   | 65.0 48,000,000   | 65.0 48,000,000         | 65.0 48,000,000         | 65.0 48,000,000  | 65.0 48,000,000  |
| 岩戸ダム （新宮ダム）   | 銅山川 | 42.0 13,000,000   | 136.0 289,000,000 | －                      | 116.0 163,000,000       | －               | －               |
| 大野ダム （新宮ダム）   | 銅山川 | 42.0 13,000,000   | －                | －                      | －                      | 65.0 41,500,000  | 65.0 41,500,000  |

## 中止へ

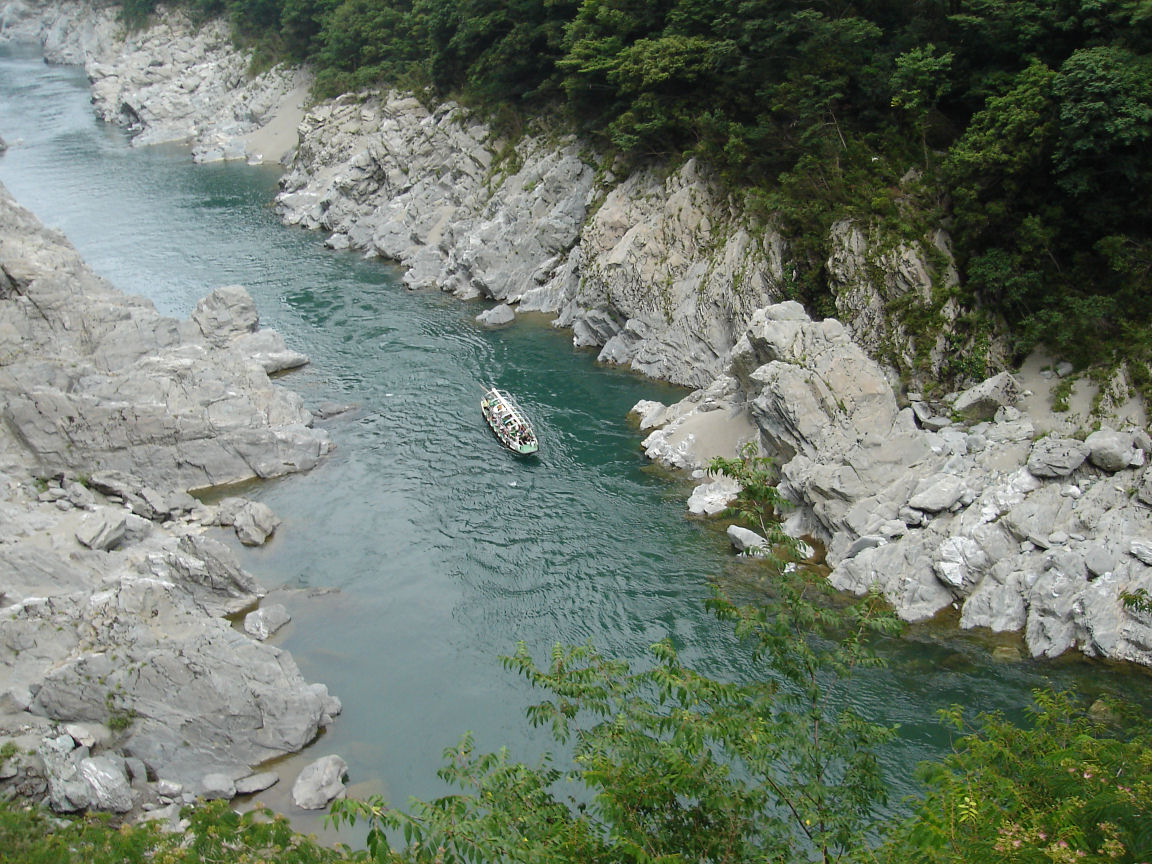
大歩危。ダムが完成していれば小歩危と共に水没する運命にあった。

こうして複数の案が呈示されたわけであるが、最終的には何れの案も採用されなかった。それは四国地方総合開発審議会の中における合意形成が図れなかったためである。その最大の原因になったのが徳島県による吉野川分水への反対であった徳島県にとっては最大の穀倉地帯である徳島平野の水源に吉野川を利用しており、慣行水利権を古くから所有している。昭和30年代に愛媛県の銅山川分水が違法取水に及んでいたことが発覚したことにより、徳島県は分水に嫌悪感を抱き、吉野川からの分水計画には強硬に反対していた。このため関係自治体との調整に手間取り、計画は手付かずのまま長期化することになったのである。こうした膠着状態が続くうち、今度は四国電力が審議会からの離脱を表明した。それは電源開発の遅れが経常利益に影響を及ぼしかねないことに苛立ちを覚えていた四国電力が、水利権問題に解決を見出せない審議会に対して痺れを切らしたのが理由である。四国電力は離脱後単独で徳島県と交渉を成立させ水力発電事業に着手、大森川と穴内川のダム計画に着手した。そして1959年（昭和34年）に大森川ダム、1963年（昭和38年）には穴内川ダムを完成させ、揚水発電による電力供給を開始した。この時点で穴内川治水計画が消滅した。
建設省と電源開発は再度吉野川総合開発の検討を行い、最終的に治水事業は早明浦ダムに絞り、小歩危ダムと池田ダムは発電専用として計画を進めることになった。1966年（昭和41年）の第44回電源開発調査審議会において出力は合計8万5,000キロワットの揚水発電に規模を減らし、池田ダムで逆調整を行う方針とし、小歩危ダムは電源開発A案に沿って高さ38.0メートル、総貯水容量1千万トンの規模で計画変更が承認され、再度調査が開始された。、だがここで地元の猛烈な反対に遭遇する。小歩危ダムが建設されることにより、ダムサイト付近の小歩危に留まらず上流の大歩危も水没する。大歩危・小歩危は地質学的にも貴重な峡谷であり、後に剣山国定公園にも指定される風光明媚な景勝地である。このため多くの観光客が訪れるため、自然環境保護と観光資源保護の観点から地元を中心に反対運動が盛り上がった。また吉野川沿岸を走る国道32号や土讃本線の付け替え問題もあって計画は頓挫に等しい状況になった。
また、吉野川の河川開発も時代の変化と共に四国地方全体の最大の課題である水資源開発にシフト。1965年（昭和41年）吉野川水系は水資源開発促進法に伴う指定河川となり、吉野川水系水資源開発基本計画に基づき早明浦ダムと池田ダムが事業を建設省から水資源開発公団（現在の独立行政法人水資源機構）に移管されたことから小歩危ダムを利用した電源開発計画は事実上不可能となり、こうした経緯もあって小歩危ダム計画は1971年（昭和46年）の第56回電源開発調査審議会において中止することが決定され、電源開発は早明浦ダムを利用したダム式発電所に事業を変更することとなり、小歩危ダムで開発されるはずだった利水容量については早明浦ダムの堤高を100mから106mに変更し、小歩危ダムによって開発される量の倍以上の約4300万トンが確保されることになった。また、早明浦ダムの計画変更については徳島県が費用を負担することとなり、小歩危ダムの開発中止によって吉野川総合開発で利水容量で不利を被ったという事実は存在しない。
新潟県・福島県境の尾瀬原ダム計画と同様に環境問題と時代の変化によって中止となったダム事業であり、これによって大歩危・小歩危の自然は現在も変わらない姿を見せている。